# Niedersächsisches Landesmuseum Hannover

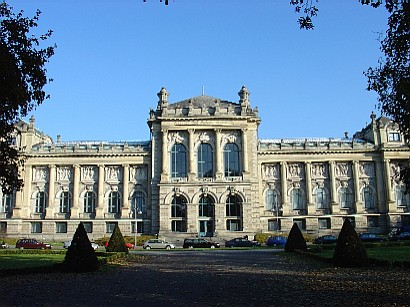
Het Niedersächsisches Landesmuseum Hannover in 2003

Het Niedersächsisches Landesmuseum Hannover is een museum in Hannover, de hoofdstad van de Duitse deelstaat Nedersaksen. De collectie van het museum omvat de Landesgalerie, een verzameling schilderijen en beeldhouwwerken daterend uit de middeleeuwen tot de vroege twintigste eeuw. Ook zijn er afdelingen voor archeologie, biologie en volkenkunde. In het museum is verder een vivarium ondergebracht.

## Geschiedenis
Het museumgebouw, dat aan de rand van het Maschpark tegenover het Neue Rathaus staat, werd ontworpen door Hubert Stier. Het is gebouwd in de stijl van de neorenaissance en werd in 1902 geopend als Provinzialmuseum Hannover. Tijdens de Tweede Wereldoorlog ging de koepel van het museum verloren. Van 1995 tot 2000 werd het pand ingrijpend gerenoveerd en gemoderniseerd. Op 13 mei 2000 werd het museum heropend.

## Collecties
- De collectie van de Landesgalerie omvat kunst die dateert uit de elfde tot de vroege twintigste eeuw. De verzameling omvat werken uit de Duitse en Italiaanse renaissance en de barok, alsmede schilderijen van Vlaamse en Nederlandse meesters uit de zeventiende eeuw. Te zien zijn onder andere stukken van Rembrandt, Rubens en Albrecht Dürer. Verder omvat de collectie werken uit de tijd van het Franse en Duitse impressionisme, onder andere van Max Liebermann, Lovis Corinth, Max Slevogt en van de Worpsweder kunstenaars Bernhard Hoetger en Paula Modersohn-Becker. Ook Deense schilderkunst uit de negentiende en twintigste eeuw is vertegenwoordigd, met werk van onder andere Constantin Hansen. In het prentenkabinet wordt werk tentoongesteld van oud-Duitse meesters, tekeningen uit Nederland, grafiek uit de negentiende eeuw en tekeningen van Duitse impressionisten.
- In de biologische afdeling van het museum bevindt zich een vivarium, waarin meer dan 2000 inheemse en exotische amfibieën, reptielen en vissen zijn te zien. Ook is er een levensgroot model van een iguanodon opgesteld. Het uiterlijk ervan komt weliswaar niet meer overeen met moderne wetenschappelijke inzichten omtrent de dinosauriërs, maar het object maakt deel uit van een permanente tentoonstelling over de geschiedenis van de reconstructie van deze diersoort. In de biologische afdeling van het museum wordt tevens vanuit verschillende gezichtspunten een beeld geschetst van Nedersaksische landschappen als de Harz, heidegebieden en de Noordzeekust.
- Het Landesmuseum heeft verder een archeologische collectie, waarin een overzicht wordt gegeven van 200.000 jaar menselijke geschiedenis vanaf de oude steentijd tot in de late middeleeuwen. De verzameling bestaat uit meer dan 1 miljoen voorwerpen. Hiertoe behoort ook de goudschat van Gessel en die van Lengerich. Ook behoren enkele veenlijken tot de collectie.
- De volkenkundige verzameling van het museum omvat ongeveer 20.000 kunst- en gebruiksvoorwerpen uit alle delen van de wereld.
- In het museum worden regelmatig tentoonstellingen gehouden over andere onderwerpen.
- In het museum bevindt zich Heinemanns collectie van Microlepidoptera.